# 870-е годы
870-е (восемьсо́т семидеся́тые) го́ды по юлианскому календарю — промежуток времени с 1 января 870 года по 31 декабря 879 года, включающий 870 год 7-го десятилетия   и с 871 по 879 годы    8-го десятилетия IX века 1-го тысячелетия.  Они закончились 1146 лет назад.

## Важнейшие события
- Альфред Великий становится королём Уэссекса после смерти брата[1][2]. Столицей становится Винчестер.
- Король Италии и Прованса Людовик II при поддержке византийской эскадры захватывает у арабов Бари, положив конец существованию мусульманского государства — Барийского эмирата.
- Крестьянское восстание в Китае под предводительством Хуан Чао (874—884). Резня в Гуанчжоу[англ.] (878—879).
- Княжество Чехия (870—1198). Построен Пражский Град.
- Уэска. Восстание Амруса ибн Умара ибн Амруса (испанский ренегат) против эмира в Верхней Границе.
- Основан монастырь Санта Хулиана де лас Астуриас (Сантильяна дель Мар) в Астурии.
- Вифред I Волосатый, граф Барселоны, соединяет все каталонские графства в одно христианское государство в вассальной зависимости от французских королей.
- Исландским моряком Гунбьёрном открыт остров Гренландия.[3]